# قلعه کوفو

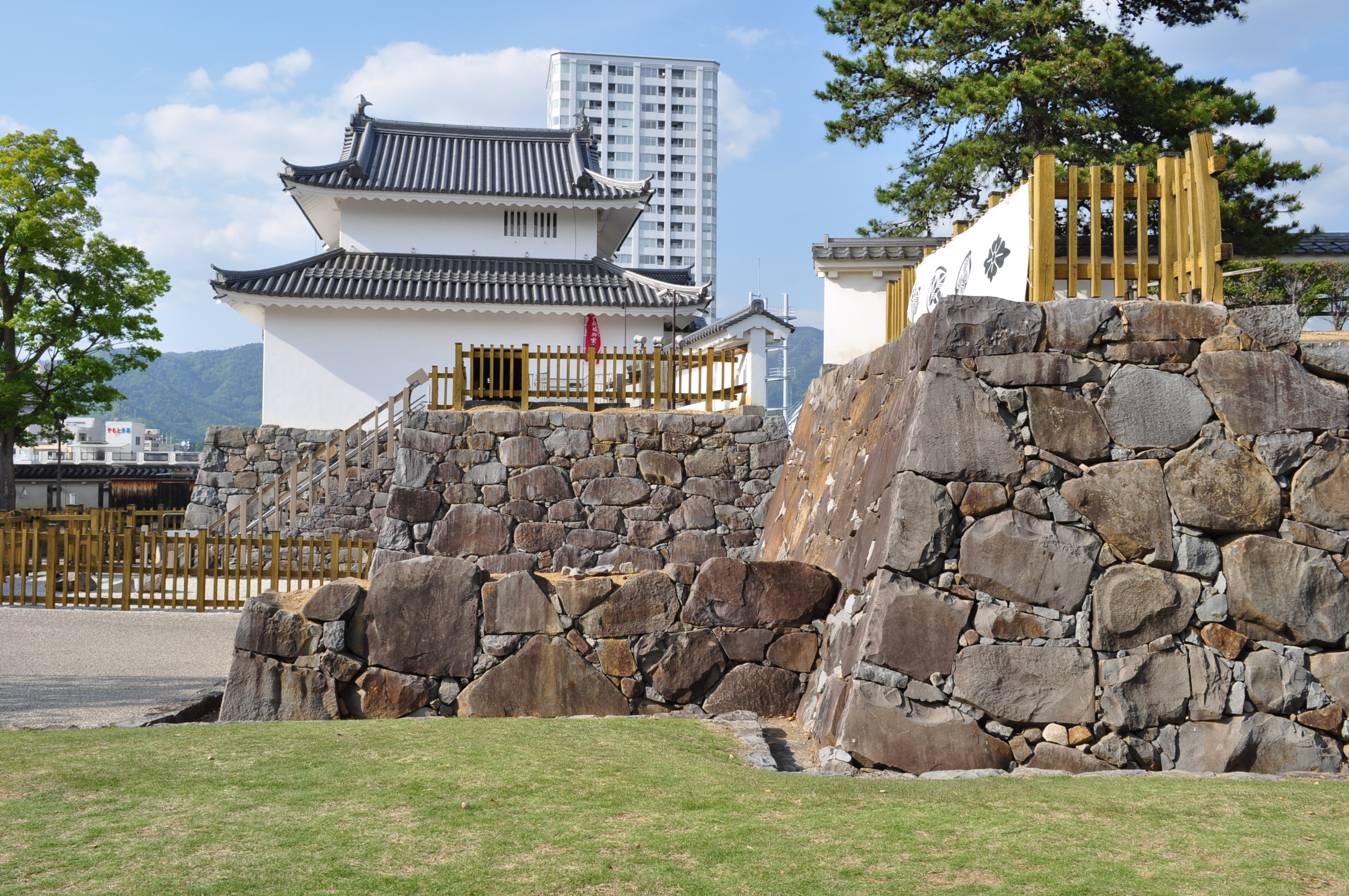

قلعه کوفو (به ژاپنی: 甲府城 Kōfu-jō) یا پارک قلعه میزورا (انگلیسی: Maizuru Castle Park) یک قلعه تاریخی است که در کوفو، یاماناشی در ژاپن واقع شده است.